# Gorgodera australiensis
Espèce
Gorgodera australiensis est une espèce de trématodes de la famille des Gorgoderidae.

## Hôtes
Cette espèce parasite les amphibiens, ainsi que Dryopsophus raniformis, Limnodynastes dorsalis et L. peronii,, ainsi que l'odonate Xanthocnemis zelandica.